# Хронологія Ленінопаду (2023)
У цій статті в хронологічному порядку наведено перелік подій, які відбувалися в рамках Ленінопаду. Перший головний розділ вміщує демонтажі, знесення та повалення пам'ятників Володимирові Леніну. Окремими розділами наведені події демонтажів та повалень пам'ятників іншим комуністичним діячам, а також ліквідації радянських символів під час Ленінопаду. Окрім того, окремо наведено перелік подій, під час яких демонтажам, знесенням чи пошкодженням яких, чинили опір. Перелік подій, дата яких невідома, також поданий окремим розділом.
У випадку демонтажу пам'ятки це може не бути вказано. Якщо пам'ятник повалено або демонтовано з примітками — це вказується додатково.

## Знесення, демонтаж та пошкодження пам'ятників і об'єктів Леніну

### Березень
- 29 березня, м. Одеса. Демонтовано пам'ятник юному Леніну в дитячому оздоровчому центрі «Юний судоремонтник», який був останнім пам'ятником Леніну в м. Одесі[1][2][3].
- 29 березня, селище Троїцьке, Харківська область. Демонтовано фігуру юного Леніна[4].

### Травень
- 11 травня, м. Маріуполь Донецька область. Знищено погруддя Леніну, встановлене окупантами в парку «Міський сад» тимчасово окупованого м. Маріуполя[5][6].

### Липень
- 13 липня, с. Спаське, Одеська область. Демонтовано напис «В.И. Ленин» на постаменті пам'ятника, який було демонтовано 5 лютого 2015 року[7].

### Вересень
- 15 вересня, с. Ясна Поляна, Баштанський район, Миколаївська область. Впав з постаменту, обставини руйнування скульптури — не встановлені[8].
- 18 вересня, м. Харків. Демонтовано напис Ленін на Сіриковському провулку[9].
- 27 вересня, с. Пилипи-Борівські, Вінницька область. Демонтовано пам'ятник юному Леніну[10].

### Жовтень
- 10 жовтня, в тимчасово окупованому місті Новій Каховці на Херсонщині, пам’ятник Леніну, який окупанти встановити на центральній площі міста у квітні 2022 року, був підпалений[11].

## Ліквідація та пошкодження пам'ятників комуністичним діячам та інших радянських і російсько-імперських символів

### Січень
- 2 січня, м. Одеса. Демонтовано зображення Микола II та Ушакова[12].
- 4 січня, м. Дніпро. Демонтовано пам'ятник Олександру Матросову[13].
- 4 січня, м. Дніпро. Демонтовано пам'ятник генералу Юхиму Пушкіну (пам'ятник відомий, як "Танк")[14].
- 4 січня, м. Харків. Демонтовано погруддя Миколі Островському[15][16].
- 4 січня, с. Котиківка, Івано-Франківська область. Демонтовано радянську зірку та дошку герою радянському союзу[17].
- 5 січня, м. Харків. Демонтовано погруддя Миколі Тихонову[18][16].
- 5 січня, м. Миколаїв. Демонтовано погруддя Суворову[19].
- 6 січня, м. Дніпро. Демонтовано пам'ятник Михайлу Ломоносову[20][21].
- 7 січня, смт Буштино, Закарпатська область. Демонтовано пам'ятник Горькому[22][23].
- 9 січня, м. Дніпро. Демонтовано погруддя Федорову[24].
- 9 січня, с. Іржавець, Чернігівська область. Демонтовано радянські герби з фасаду будинку культури[25].
- 10 січня, м. Ірпінь, Київська область. Демонтовано дошку на честь великої вітчизняної[26].
- 11 січня, с. Давидів Брід, Херсонська область. Демонтовано погруддя Суворову[27].
- 11 січня, м. Немирів, Вінницька область. Демонтовано макет радянського ордену з серпом і молотом.
- 12 січня, м. Волочиськ, Хмельницька область. Демонтовано радянський танк[28].
- 12 січня, м. Нововолинськ, Волинська область. Демонтовано пам'ятник Зої Космодем'янській[29][30].
- 13 січня, смт Красне, Львівська область. Демонтовано пам'ятник радянському солдату[31].
- 13 січня, смт Суворове, Одеська область. Демонтовано пам'ятник Суворову та серп і молот з фасаду будинку культури[32].
- 13 січня, м. Коломия, Івано-Франківська область. Демонтовано дошку герою радянського союзу - Степану Артамонову[33].
- 13 січня, м. Коломия, Івано-Франківська область. Демонтовано дошку герою радянського союзу - Володимиру Пачуліа[34].
- 13 січня, м. Коломия, Івано-Франківська область. На вулиці Івана Мазепи було демонтовано радянську зірку та пропагандистські написи[35].
- 14 січня, с. Ушомир, Житомирська область. Демонтовано радянську зірку з серпом та молотом[36].
- 15 січня, м. Коломия, Івано-Франківська область. Демонтовано меморіальні дошки Шарлаю і Землянову[37].
- 16 січня, м. Запоріжжя. Демонтовано погруддя Пушкіну біля школи № 76[38][39].
- 17 січня, с. Коцурів, Львівська область. Демонтовано пам'ятник радянському солдату[40].
- 17 січня, м. Ізмаїл, Одеська область. Демонтовано зображення Пушкіна[41].
- 19 січня, м. Ізюм, Харківська область. Демонтовано меморіальну дошку маршалу Жукову на вулиці Соборній[42].
- 20 січня, с. Трапівка, Одеська область. Демонтовано пам'ятник Суворову[43].
- 20 січня, с. Трапівка, Одеська область. Демонтовано погруддя Гастелло біля школи[44].
- 20 січня, м. Кропивницький. Демонтовано меморіальні дошки Кутузову і Суворову[45].
- 21 січня, м. Подільськ, Одеська область. Демонтовано погруддя Котовському[46].
- 23 січня, с. Івановичі, Житомирська область. Демонтовано пам'ятник Горькому[47].
- 24 січня, с. Оксамитне, Одеська область. Демонтовано погруддя Суворову[48].
- 24 січня, с. Кринички, Миколаївська область. Демонтовано напис про "50 лєт октября", а також серп, молот і зірку[49].
- 24 січня, м. Ужгород, Закарпатська область. Демонтовано зображення радянських солдатів[50].
- 24 січня, с. Бархатне, Болградська міська громада, Одеська область. Демонтовано пам'ятник Суворову[51].
- 25 січня, с. Любопіль, Одеська область. Демонтовано погруддя Суворову[52].
- 25 січня, с. Драгово, Закарпатська область. Демонтовано радянські зірки[53].
- 26 січня, с. Ватутіне, Харківська область. Демонтовано барельєф Ватутіну[54].
- 27 січня, м. Коростень, Житомирська область. Демонтовано зірку та серп з молотом[55].
- 31 січня, м. Харків. Зафарбовано мурал з Пушкіним[56].

### Лютий
- 1 лютого, с. Кинашів, Вінницька область. Демонтовано пам'ятний знак Суворову[57].
- 1 лютого, с. Тиманівка, Вінницька область. Демонтовано погруддя і меморіальну дошку Суворову[58].
- 2 лютого, с. Великосілки, Львівська область. Демонтовано напис колгосп[59].
- 2 лютого, м. Тульчин, Вінницька область. Демонтовано погруддя Суворову[60].
- 2 лютого, с. Тиманівка, Вінницька область. Демонтовано дошку колгоспу Суворова[61].
- 3 лютого, с. Подвірне, Чернівецька область. Демонтовано погруддя Суворову[62].
- 3 лютого, с. Грушка, Хмельницька область. Демонтовано пам'ятник Суворову[63].
- 3 лютого, с. Тарасівка, Кіровоградська область. Демонтовано пам'ятник Суворову[64].
- 3 лютого, м. Шостка, Сумська область. Демонтовано погруддя Островському[65].
- 6 лютого, с. Гетьманівка, Харківська область. Демонтовано погруддя Ватутіну[66].
- 7 лютого, с. Красна, Івано-Франківська область. Демонтовано пам'ятник радянському солдату[67].
- 8 лютого, м. Київ. Демонтовано пам'ятник Чкалову[68].
- 8 лютого, с. Березово, Закарпатська область. Демонтовано радянську зірку[69].
- 8 лютого, с. Товмачик, Івано-Франківська область. Демонтовано радянську дошку[70].
- 9 лютого, м. Київ. Демонтовано пам'ятник Ватутіну на його могилі[71][72][73].
- 9 лютого, с. Ільниця, Закарпатська область. Демонтовано радянського солдата і зірки[74].
- 9 лютого, с. Мала Розтока, Закарпатська область. Демонтовано радянського солдата і зірки[74].
- 9 лютого, с. Тоболи, Волинська область. Демонтовано меморіальну дошку загиблим від рук ОУН[75].
- 9 лютого, м. Зіньків, Полтавська область. Демонтовано меморіальну дошку на честь 50-річчя СРСР[76].
- 12 лютого, м. Ізюм, Харківська область. Демонтовано пам'ятник більшовикам, які загинули за владу рад[77].
- 13 лютого, с. Старе Село, Львівська область. Демонтовано пам'ятник радянському солдату[78].
- 13 лютого, м. Ізюм, Харківська область. Демонтовано меморіальну дошку Жукову[79].
- 14 лютого, с. Петрівка, Білгород-Дністровський район, Одеська область. Демонтовано пам'ятник Суворову[80].
- 14 лютого, с. Нова Дача, Дніпропетровська область. Демонтовано пам'ятник Суворову[81].
- 16 лютого, м. Харків. Демонтовано макет радянського ордену на ХТЗ[82].
- 17 лютого, с. Біленченківка, Полтавська область. Демонтовано пам'ятник Пушкіну[83].
- 19 лютого, м. Мукачево, Закарпатська область. Демонтовано герби колишніх радянських/російських міст - Москви, Фрунзе та ін.[84]
- 21 лютого, с. Орлівщина, Дніпропетровська область. Демонтовано макет радянського ордену із зображенням кремля[85].
- 22 лютого, м. Харків. Демонтовано меморіальну дошку на честь нагородження залізниці орденом Леніна[86].
- 23 лютого, м. Суми. Демонтовано меморіальну дошку комуністу Федьку[87].
- 23 лютого, м. Харків. Проведено українізацію напису «ХАРЬКОВ» на «ХАРКІВ»[88].
- 23 лютого, м. Олександрія, Кіровоградська область. Демонтовано пам'ятний знак з радянською символікою на честь так званої великої вітчизняної[89].
- 23 лютого (орієнтовно), м. Черкаси. Демонтовано пам’ятний знак Петру Василині[90].
- 23 лютого (орієнтовно), м. Черкаси. Демонтовано інформаційну табличку «Алея Путейка»[90].
- 25 лютого, м. Черкаси. Демонтовано пам’ятний знак, який був відомий під назвою «пам’ятник чекістам» в Соборному парку[91].
- 25 лютого, м. Хорол, Полтавська область. Демонтовано погруддя Третяку[92].
- 25 лютого, смт Білики, Полтавська область. Демонтовано пам'ятник, де зображено Кремль, меморіальні дошки на честь 100-річчя Леніна та 50-річчя жовтневого перевороту[93].
- 28 лютого, с. Монастирець, Закарпатська область. Демонтовано «1941» і напис російською[94].
- 28 лютого, м. Здолбунів, Рівненська область. Демонтовано меморіальну дошку Приходьку[95].

### Березень
- 1 березня, с. Веселий Поділ, Полтавська область. Демонтовано пам’ятник-погруддя російському сталінському комуністичному біологу Іванові Мічуріну[96].
- 1 березня, м. Дніпро. Демонтовано серп і молот з фасаду будівлі Коледжу електрифікації[97].
- 5 березня, с. Мшанець, Хмельницька область. Демонтовано серп і молот з фасаду будинку культури[98].
- 6 березня, м. Сновськ, Чернігівська область. Демонтовано пам'ятник Щорсу[99].
- 6 березня, смт Бориня, с. Топільниця, с. Стрілки, с. Луки, Львівська область. Демонтовано пам'ятники радянським солдатам[100].
- 7 березня, с. Сулятичі, Львівська область. Демонтовано зображення радянських солдатів[101].
- 8 березня, м. Ізюм, Харківська область. Демонтовано пам'ятник з радянським орденом[102].
- 8 березня, с. Зарічне, Львівська область. Демонтовано радянського солдата[103].
- 9 березня, с. Білотин, Хмельницька область. Демонтовано макет радянського ордену з серпом і молотом[104].
- 10 березня, м. Мерефа, Харківська область. Демонтовано напис "КПСС"[105].
- 10 березня, м. Лозова, Харківська область. Демонтовано пам'ятник у вигляді чоловіка з серпом і молотом[106].
- 13 березня, м. Чорноморськ, Одеська область. Демонтовано в'їзний знак з написом "Іллічівськ"[107].
- 14 березня, м. Харків. Демонтовано барельєф Блюхеру[108].
- 15 березня, м. Одеса. Демонтовано меморіальну дошку Суворову[109][110].
- 15 березня, м. Харків. Демонтовані меморіальні дошки радянським військовим на Будинку культури «ХЕМЗ»[111].
- 16 березня, м. Запоріжжя. Демонтовано радянську зірку[112].
- 15 березня, м. Київ. Демонтовано меморіальну дошку на честь Леніна на Лук'янівці[113].
- 17 березня, с. Середняки, Полтавська область. Демонтовано пам'ятник Максиму Горькому[114].
- 17 березня, смт Меденичі, Львівська область. Демонтовано пам'ятник радянському солдату[115].
- 17 березня, с. Опори, Львівська область. Демонтовано пам'ятники радянським льотчикам і Кузьмі Пелехатому[116].
- 17 березня, м. Одеса. Демонтовано напис російською «Парк Победы»[117].
- 20 березня, с. Попівці, Львівська область. Демонтовано пам'ятник радянському солдату[118].
- 20 березня, м. Полтава. Демонтовано серп і молот з фасаду вокзалу Південна-Південна[119].
- 21 березня, м. Зіньків, Полтавська область. Зафарбовано серп і молот у приміщенні Укрпошти[120].
- 22 березня, с. Станишівка, Київська область. Демонтовано радянські зірки, серпи та молоти, зображення кремля та радянських солдатів[121].
- 23 березня, м. Харків. Усунено напис на дошці про ленінській комсомол на вул. Мироносицькій[122].
- 23 березня, с. Лумшори, Закарпатська область. Демонтовано написи про озеро Комсомольсьське[123].
- 23 березня, м. Черкаси. Демонтовано радянську зірку[124]
- 24 березня, м. Харків. Барельєф на честь жовтневого перевороту закрито гербом Харкова[125].
- 24 березня, м. Долина, Івано-Франківська область. Демонтовано радянський обеліск[126].
- 24 березня, с. Тур'я Пасіка, Закарпатська область. Демонтовано макет радянського ордену з серпом і молотом, зображення радянських солдатів та напис "1941"[127].
- 24 березня, с. Туриця, Закарпатська область. Демонтовано зображення радянського солдата та макет радянського ордену з серпом і молотом[128].
- 24 березня, с. Тур'ї Ремети, Закарпатська область. Демонтовано зображення радянського солдата[129].
- 27 березня, с. Синьків, Львівська область. Демонтовано пам'ятник двом радянським солдатам[130].
- 28 березня, м. Київ. У столиці біля Ботсаду імені Миколи Гришка на Бусовій горі демонтували літак-пам'ятник[131].
- 29 березня, м. Красноград, Харківська область. Зафарбовано радянську символіку на танку Т-34[132].
- 29 березня, Донецька область. Демонтовано зображення Чапаєва[133].
- 29 березня, м. Калуш, Івано-Франківська область. Демонтовано погруддя Менделєєву[134].
- 30 березня, м. Одеса. Демонтовано назви двох колишніх столиць радянських республік[135].
- 31 березня, с. Грушів, Львівська область. Демонтовано пам'ятний знак льотчикам Суворовського авіаційного полку[136].
- 31 березня, с. Малий Раковець, Закарпатська область. Демонтовано радянську зірку[137].

### Квітень
- 2 квітня с. Велика Копаня, Закарпатська область. Демонтовано радянську зірку і напис "41"[138].
- 3 квітня, с. Велятино, Закарпатська область. Демонтовано радянську зірку[139].
- 3 квітня, м. Кременчук, Полтавська область. Демонтовано вивіску ТЦ Пролетарський[140].
- 5 квітня, с. Горінчово, Закарпатська область. Демонтовано радянський напис[141].
- 6 квітня, с. Мшанець, Хмельницька область. Демонтовано серп і молот[142].
- 7 квітня, м. Полтава. Демонтовано пам'ятник Пушкіну біля готелю Palazzo[143].
- 8 квітня, м. Харків. Демонтовано радянський орден зі стели плиткового заводу[144].
- 10 квітня, с. Погребняки, Полтавська область. Демонтовано скульптури піонерів[145].
- 14 квітня, м. Харків. Демонтовано низку серпів і молотів із зіркою на Новоіванівському мосту[146].
- 16 квітня, с. Кибляри, Закарпатська область. Демонтовано радянську символіку (серп молот, зірка)[147].
- 16 квітня, с. Язловець, Тернопільська область. Демонтовано макет радянського ордену з серпом і молотом[148].
- 19 квітня, с. Буцнів, Тернопільська область. Зафарбовано радянські зірки[149].
- 20 квітня, м. Валки, Харківська область. Демонтовано дві радянських дошки[150].
- 20 квітня, смт Журавно, Львівська область. Демонтовано пам'ятник радянському солдату[151].
- 21 квітня, смт Високопілля, Херсонська область. Демонтовано герб СРСР і аналогічний напис[152].
- 21 квітня, м. Запоріжжя. Демонтовано радянські таблички на Алеї слави[153].
- 24 квітня, смт Есхар, Харківська область. Демонтовано радянську стелу[154].
- 26 квітня, с. Малнів, Львівська область. Демонтовано пам'ятник радянському солдату[155].
- 26 квітня, м. Мостиська, Львівська область. Демонтовано пам'ятник «родіна-мать»[156].
- 26 квітня, селище Троїцьке, Харківська область. Демонтовано фігуру людини з серпом та молотом[157].
- 27 квітня, с. Черневе, Львівська область. Демонтовано пам'ятник радянському солдату[158].
- 27 квітня, м. Миколаїв. Пам'ятник в сквері "Доброти" на честь дружби міст Миколаєва і Москви був знищений в ході нічного ракетного удару ворога[159][160].
- 27 квітня, м. Надвірна, Івано-Франківська область. Демонтовано пам'ятник радянському солдату[161].
- 27 квітня, с. Берегове, Львівська область. Демонтовано пам'ятник радянському солдату[162].
- 27 квітня, м. Чернігів. Демонтовано дошку на честь встановлення червоного прапора з фасаду Чернігівської ОДА[163].
- 28 квітня, с. Уралове, Сумська область. Демонтовано два макети радянських орденів[161].
- 28 квітня, с. Задвір'я, Львівська область. Демонтовано пам'ятник будьонівцям[164].

### Травень
- 4 травня, с. Шпанів, Рівненська область. Демонтовано радянську зірку та фігуру радянського солдата[165].
- 4 травня, с. Перекалля, Рівненська область. Демонтовано меморіальну дошку на честь комунізму[166].
- 4 травня, с. Костенів, Львівська область. Демонтовано пам'ятник радянському солдату[167].
- 4 травня, м. Харків. Демонтовано радянську зірку, 1941 і російськомовний напис[168].
- 4 травня, м. Радомишль, Житомирська область. Демонтовано макет радянського ордену та встановлено тризуб[169].
- 5 травня, с. Куровичі, Львівська область. Демонтовано пам'ятник радянському солдату[170].
- 5 травня, с. Великий Ходачків, Тернопільська область. Демонтовано погруддя Чалдаєву[171].
- 5 травня, м. Хотин, Чернівецька область. Демонтовано серпи та молоти[172].
- 5 травня, с. Шидлівці, Хмельницька область. Демонтовано макет радянського ордена з серпом та молотом та написом "1941"[173].
- 5 травня, с. Туринка, Львівська область. Демонтовано пам'ятник радянському солдату[174].
- 5 травня, м. Глиняни, Львівська область. Демонтовано пам'ятник двом радянським солдатам[175].
- 5 травня, м. Кременчук, Полтавська область. Демонтовано меморіальну дошку Маргелову[176].
- 6 травня, м. Дніпро. Демонтовано напис Ілліча[177].
- 6 травня, смт Чорнухи, Полтавська область. Демонтовано погруддя радянській комуністичній диверсантці Ленізі Бугорській[178].
- 7 травня, м. Виноградів, Закарпатська область. Заштукатурено дошку на честь радянської армії[179].
- 7 травня, м. Херсон. Ліквідовано напис про нагородження орденом Леніна біля залізничного вокзалу[180].
- 7 травня, с. Маків, Хмельницька область. Демонтовано макет ордена Леніна[181].
- 7 травня, с. Летава, Хмельницька область. Демонтовано напис про орден Леніна[182].
- 8 травня, м. Полтава, загасили вічний вогонь[183].
- 8 травня, с. Словіта, Львівська область. Демонтовано пам'ятник радянському солдату[184].
- 8 травня, м. Миколаїв. Демонтовано погруддя Потьомкіну[185].
- 8 травня, м. Дніпро. Демонтовано серп і молот[186].
- 9 травня, с. Сушно, Львівська область. Демонтовано пам'ятник двом радянським солдатам[187].
- 9 травня, с. Новий Витків, Львівська область. Демонтовано пам'ятник радянським солдатам[188].
- 9 травня, смт Бородянка, Київська область. Демонтовано плити більшовицьким окупантам[189].
- 10 травня, м. Мостиська, Львівська область. Демонтовано бетонні плити на кладовищі енкаведистів та комуністичних партійних функціонерів по вулиці Міцкевича[190].
- 11 травня, с. Ракошино, Закарпатська область. Демонтовано пам'ятник радянському солдату[191].
- 11 травня, м. Харків. Закрито рекламою усі радянські ордени на станції метро Героїв Праці[192].
- 12 травня, с. Забрідь, Закарпатська область. Демонтовано радянську зірку[193].
- 12 травня, м. Миколаїв. Демонтовано серп і молот з Центрального проспекту[194].
- 12 травня, с. Пнікут, Львівська область. Демонтовано пам'ятник радянському солдату[195].
- 13 травня, с. Великі Лучки, Закарпатська область. Демонтовано пам'ятник радянському солдату[196].
- 13 травня, с. Поліське, Житомирська область. Демонтовано макет радянського ордену з серпом і молотом[197].
- 16 травня, с. Лисичово, Закарпатська область. Демонтовано пам'ятник радянському солдату[198].
- 16 травня, с. Баличі, Львівська область. Демонтовано пам'ятник радянському солдату[199].
- 16 травня, с. Березники, Закарпатська область. Демонтовано пам'ятник радянському солдату[200].
- 16 травня, с. Поповичі, Львівська область. Демонтовано пам'ятник радянським солдатам[201].
- 16 травня, с. Великі Новосілки, Львівська область. Демонтовано пам'ятник радянському солдату[202].
- 16 травня, с. Загребелля, Полтавська область. Демонтовано погруддя Горькому[203].
- 16 травня, м. Решетилівка, Полтавська область. Демонтовано погруддя Горькому[204].
- 16 травня, с. Крива, Закарпатська область. Демонтовано радянську меморіальну дошку[205].
- 17 травня, с. Хропотова, Хмельницька область. Демонтовано напис - колгосп імені Чапаєва[206].
- 17 травня, м. Червоноград, Львівська область. Демонтовано пам'ятник Лопатіну[207].
- 17 травня, с. Золотковичі, Львівська область. Демонтовано радянський пам'ятник[208].
- 17 травня, м. Канів, Черкаська область. Демонтували пам'ятний знак "Телеграма бідноти Канівського повіту до Леніна"[209].
- 17 травня, смт Мар'янівка, Житомирська область. Демонтовано макет радянського ордену з зображенням кремля[210].
- 18 травня, с. Кушниця, Закарпатська область. Демонтовано пам'ятник радянському солдату[211].
- 18 травня, с. Сільниця, Вінницька область. Демонтовано макет радянського ордену з серпом і молотом[212].
- 18 травня, с. Тур'ї Ремети, Закарпатська область. Демонтовано радянську меморіальну дошку[213].
- 19 травня, с. Заріччя, Львівська область. Демонтовано пам'ятник радянському солдату[214].
- 19 травня, с. П'яновичі, Львівська область. Демонтовано пам'ятник радянському солдату[215].
- 19 травня, с. Бісковичі, Львівська область. Демонтовано пам'ятник радянському солдату[216].
- 19 травня, с. Грибівці, Закарпатська область. Демонтовано радянські зірки[217].
- 19 травня, с. Бобовище, Закарпатська область. Демонтовано дошку на честь Леніна[218].
- 19 травня, с. Тур'я Бистра, Закарпатська область. Демонтовано радянські меморіальні дошки[219].
- 19 травня, м. Черкаси. На вулиці  Байди Вишневецького, 64 було демонтовано радянську зірку[220].
- 20 травня, с. Керецьки, Закарпатська область. Демонтовано пам'ятник радянському солдату і зірку[221].
- 23 травня, с. Верхня Білка, Львівська область. Знесено пам'ятник радянським солдатам[222][223].
- 23 травня, с. Підберізці, Львівська область. Знесено пам'ятник на могилі солдат РСЧА, які загинули в 1939 році (невдовзі буде встановлено хрест)[224][223].
- 23 травня, с. Червеньово, Закарпатська область. Демонтовано пам'ятник радянському солдату[225].
- 23 травня, с. Зняцьово, Закарпатська область. Демонтовано пам'ятник радянському солдату[226].
- 23 травня, с. Біловарці, Закарпатська область. Демонтовано зображення радянського солдата[227].
- 23 травня, м. Перечин, Закарпатська область. Демонтовано пам'ятник радянським солдатам[228].
- 24 травня, с. Новоселиця, Міжгірський район, Закарпатська область. Демонтовано радянську зірку[229].
- 24 травня, с. Вільхівці, Львівська область. Демонтовано пам'ятник радянському солдату[230].
- 24 травня, с. Гейсиха, Київська область. Демонтовано серп і молот з фасаду будинку культури[231].
- 24 травня, с. Махнівка, Чернігівська область. Демонтовано радянську зірку[232].
- 24 травня, с. Бережниця, Львівська область. Демонтовано пам'ятник радянському солдату[233].
- 25 травня, с. Млиниська, Львівська область. Демонтовано пам'ятник радянському солдату[234].
- 25 травня, с. Гальчинці, Хмельницька область. Демонтовано напис колгосп[235].
- 25 травня, с. Святилівка, Полтавська область. Демонтовано пам'ятник борцям за владу рад[236].
- 25 травня, м. Самбір, Львівська область. Демонтовано пам'ятник радянському солдату та серп і молот[237].
- 25 травня. с. Великий Кобелячок, Полтавська область. Демонтовано серп і молот[238].
- 25 травня, смт Чорнобай, Черкаська область. Демонтовано макет радянського ордену з серпом і молотом[239].
- 26 травня, м. Путивль, Сумська область. Демонтовано погруддя Семену Руднєву[240].
- 26 травня, с. Свіршківці, Хмельницька область. Демонтовано серп і молот та зірку з фасаду будинку культури[241].
- 26 травня, с. Радча, Івано-Франківська область. Демонтовано пам'ятник радянському солдату[242].
- 26 травня, с. Давидів Брід, Херсонська область. Демонтовано радянську символіку з меморіалу Другої світової війни[243].
- 26 травня, с. Ярошівка, Сумська область. Демонтовано меморіальну дошку на честь 50-річчя жовтня[244].
- 26 травня, с. Першотравневе, Одеська область.  Демонтовано один серп і молот та напис Комінтернівська[245].
- 26 травня, с. Ольгопіль, Вінницька область. Демонтовано пам'ятник Пушкіну[246].
- 26 травня, м. Харків. Демонтовано радянські дошки у парку Машинобудівників[247].
- 26 травня, м. Лубни, Полтавська область. Демонтовано напис - радянського союзу[248].
- 28 травня, с. Квасово, Закарпатська область. Демонтовано зображення радянських солдатів і радянську зірку[249].
- 30 травня, с. Лютовиська, Львівська область. Демонтовано пам'ятник радянському солдату[250].
- 30 травня, м. Суми. Демонтовано імперську меморіальну дошку з фасаду будівлі Кадетський корпус імені І.Г. Харитоненка[251].
- 31 травня, с. Страбичово, Закарпатська область. Демонтовано пам'ятник радянському солдату[252].

### Червень
- 1 червня, м. Добромиль, Львівська область. Демонтовано пам'ятник радянському солдату[253].
- 1 червня, с. Сніжків, Харківська область. Зафарбовано серп і молот та напис «1917»[254].
- 2 червня, смт Нижанковичі, Львівська область. Демонтовано пам'ятник радянському солдату[255].
- 2 червня, с. Ниви, Львівська область. Демонтовано мозаїку з будьонівцями[256].
- 5 червня, м. Кременчук, Полтавська область. Демонтовано дошку та зображення Котлова[257].
- 5 червня, м. Кременчук, Полтавська область. Демонтовано меморіальну дошку на честь Андрія Головка[258].
- 6 червня, м. Полтава. Демонтовано меморіальну дошку маршалу Бірюзову[259].
- 6 червня, м. Тернопіль. Демонтовано стелу з радянською зіркою на Микулинецькому цвинтарі[260].
- 6 червня, с. Надичі, Львівська область. Демонтовано пам'ятник радянському солдату[261].
- 6 червня, м. Жовті Води, Дніпропетровська область. Демонтовано пам'ятник Пушкіну[262].
- 6 червня, м. Кременчук, Полтавська область. З будівлі Регіонального центру професійно-технічної освіти № 1 демонтована комуністична символіка[263].
- 6 червня, м. Запоріжжя. Демонтовано пам'ятник маршалу Чуйкову[264][265].
- 7 червня, смт Підкамінь, Львівська область. Демонтовано пам'ятник радянському солдату[266][267].
- 7 червня, смт Дубляни, Львівська область. Демонтовано два пам'ятники радянським солдатам[268].
- 7 червня, смт Нові Санжари, Полтавська область. Демонтували погруддя комуністу Коваленку[269].
- 7 червня, с. Рогізна, Хмельницька область. Демонтовано зображення Леніна та два серпа з молотом[270].
- 8 червня, м. Ужгород, Закарпатська область. Демонтовано зірку на вічному вогні та дві плити на честь радянської армії[271].
- 8 червня, м. Глухів, Сумська область. Демонтовано пам'ятник Пушкіну[272].
- 8 червня, м. Лубни, Полтавська область. Демонтовано пам'ятник робітнику та робітниці[273].
- 8 червня, м. Роздільна, Одеська область. Демонтовано пам'ятник «Наказ маршалу Малиновському»[274][275].
- 9 червня, с. Лінчин, Рівненська область. Демонтовано дошку з написом про велику вітчизняну[276].
- 9 червня, с. Вітковичі, Рівненська область. Зафарбовано напис про велику вітчизняну[277].
- 9 червня, с. Князівка, Рівненська область. Зафарбовано напис про велику вітчизняну[278].
- 9 червня, смт Степань, Рівненська область. Демонтовано пам'ятник радянському солдату[279].
- 9 червня, с. Будище, Чернігівська область. Демонтовано радянську зірку з фасаду будинку культури[280].
- 9 червня, м. Полтава. Демонтовано дошку Ватутіну[281].
- 11 червня, смт Красне, Львівська область. Демонтовано радянські зірки з фасаду лікарні[282].
- 13 червня, с. Велятино, Закарпатська область. Демонтовано зображення радянського солдата[283].
- 13 червня, смт Щирець, Львівська область. Демонтовано пам'ятник радянському солдату[284].
- 14 червня, м. Ужгород, Закарпатська область. Демонтовано міні-скульптуру на честь Петра першого[285].
- 14 червня, с. Болотня, Львівська область. Демонтовано пам'ятник радянському солдату[286].
- 14 червня, с. Ділове, Закарпатська область. Демонтовано дошку з написом СРСР[287].
- 14 червня, с. Тисменичани, Івано-Франківська область. Демонтовано пам'ятник радянському солдату[288].
- 14 червня, с. Великі Гаї, Тернопільська область. Демонтовано пам'ятник радянському солдату[289].
- 14 червня, с. Велике Колодно, Львівська область. Демонтовано пам'ятник радянському солдату[290].
- 14 червня, с. Сілець, Івано-Франківська область. Демонтовано пам'ятник радянському солдату[291].
- 14 червня, с. Павлівка, Івано-Франківська область. Демонтовано пам'ятник радянським солдатам[292].
- 14 червня, с. Майдан, Івано-Франківська область. Декомунізовано пам'ятник учасникам Другої світової[293].
- 14 червня, м. Чернівці. Демонтовано радянську меморіальну дошку на вулиці Чорноморській[294].
- 14 червня, м. Кременчук, Полтавська область. Демонтовано меморіальна дошку з написами про велику вітчизняну у парку Миру[295].
- 14 червня, м. Городок, Львівська область. На вулиці Підгір'я демонтовано пам'ятник радянському солдату[296].
- 14 червня, м. Городок, Львівська область. Демонтовано пам'ятник радянському солдату на міському кладовищі[297].
- 15 червня, м. Київ. Закрито дошкою російськомовну цитату на могилі Лесі Українки[298].
- 15 червня, с. Ременів, Львівська область. Демонтовано пам'ятник радянському солдату[299].
- 15 червня, с. Жовтанці, Львівська область. Демонтовано пам'ятник радянському солдату[300].
- 15 червня, с. Білеве, Хмельницька область. Демонтовано серп і молот з фасаду Будинку культури[301].
- 15 червня, с. Білий Камінь, Львівська область. Демонтовано пам'ятник радянським солдатам[302].
- 15 червня, с. Вирів, Львівська область. Демонтовано радянський пам'ятник[303].
- 15 червня, с. Зіболки, Львівська область. Демонтовано радянський пам'ятник[304].
- 15 червня, с. В'язова, Львівська область. Демонтовано пам'ятник радянській колгоспниці[305].
- 16 червня, смт Рафалівка, Рівненська область. Демонтовано зображення радянських солдатів та макет радянського ордену із серпом і молотом[306].
- 16 червня, с. Антонівка, Рівненська область. Демонтовано макет радянського ордену[307].
- 17 червня, с. Висоцьк, Рівненська область. Демонтовано пам'ятник комуністам-підпільникам[308].
- 17 червня, с. Висоцьк, Рівненська область. Демонтовано макет радянського ордену з серпом і молотом та зірку[309].
- 17 червня, с. В'язова, Львівська область. Демонтовано пам'ятник піонерам біля школи[310].
- 17 червня, м. Кременчук, Полтавська область. Демонтовано меморіальну дошку на честь вулиці 29 вересня[311].
- 17 червня, м. Кременчук, Полтавська область. Демонтовано меморіальну дошку Матросову[312].
- 17 червня, м. Виноградів, Закарпатська область. Демонтовано погруддя Макаренку[313].
- 17 червня, с. Струпків, Івано-Франківська область. Демонтовано напис про радянську батьківщину на меморіалі Другої світової війни[314].
- 17 червня, с. Желдець, Львівська область. Демонтовано пам'ятник радянському солдату[315].
- 20 червня, м. Київ. Демонтовано пам'ятник Юрію Гагаріну[316].
- 21 червня, м. Полтава. Демонтовано меморіальну дошку Олегу Кошовому[317].
- 21 червня, с. Жуків, Львівська область. Демонтовано пам'ятник радянському солдату[318].
- 21 червня, с. Лісові Поляни, Полтавська область. Демонтовано табличку на честь криниці Петра 1[319].
- 21 червня, с. Ремезівці, Львівська область. Демонтовано пам'ятник радянському солдату[320].
- 21 червня, с. Поляни, Львівська область. Демонтовано пам'ятник радянському солдату[321].
- 22 червня, с. Стенятин, Львівська область. Демонтовано пам'ятник радянському солдату[322].
- 22 червня, с. Старе Село, Львівська область. Демонтовано пам'ятник радянському солдату[323].
- 22 червня, с. Перетоки, Львівська область. Демонтовано пам'ятник радянському солдату[324].
- 22 червня, с. Варяж, Львівська область. Демонтовано пам'ятник радянському прикордоннику Семену Пустельникову[325].
- 22 червня, с. Чишки, Львівська область. Демонтовано пам'ятник радянському солдату[326].
- 22 червня, с. Ушомир, Житомирська область. Демонтовано стелу з зображенням радянського солдата[327].
- 22 червня, с. Малий Кобелячок, Полтавська область. Демонтовано радянську символіку всередині сільської ради[328].
- 23 червня, м. Київ. Демонтовано пам'ятник радянській диверсантці Космодем'янській[329][330].
- 23 червня, с. Верхня Мануйлівка, Полтавська область. Демонтовано погруддя Горькому[331].
- 23 червня, с. Покалів, Житомирська область. Демонтовано пам'ятник "борцям за владу рад"[332].
- 23 червня, с. Дашинка, Житомирська область. Демонтовано радянську стелу[333].
- 23 червня, смт Слобожанське, Харківська область. Зафарбовано напис «комсомольський»[334].
- 24 червня, м. Миколаїв. Демонтовано меморіальну дошку на честь червоної гвардії[335].
- 26 червня, м. Харків. Демонтовано напис театр російської драми імені Пушкіна[336].
- 26 червня, с. Зірне, Рівненська область. Демонтовано макет радянського ордену з серпом і молотом[337].
- 27 червня, с. Кавське, Львівська область. Демонтовано пам'ятник радянському солдату[338].
- 27 червня, с. Лисятичі, Львівська область. Демонтовано пам'ятник радянському солдату[338].
- 28 червня, смт Брюховичі, Львівська область. Демонтовано пам'ятник т. зв. «Матері-Вітчизні»[339].
- 28 червня, с. Шоломия, Львівська область. Демонтовано радянський пам'ятник[340].
- 28 червня, с. Добренька, Харківська область. Зафарбовано макети радянських орденів з серпами і молотами[341].
- 28 червня, м. Харків. Демонтовано радянські зірки на станції метро «Армійська»[342].
- 30 червня, м. Харків. Демонтовано макет ордену жовтневої революції[343].
- 30 червня, м. Кам'янець-Подільський, Хмельницька область. Демонтовано пам'ятник борцям за владу рад[344].
- 30 червня, с. Ушомир, Житомирська область. Демонтовано пам'ятник комсомолу[345].

### Липень
- 2 липня, с. Угерсько, Львівська область. Демонтовано радянський пам'ятник[346].
- 2 липня, м. Черкаси. Демонтовано меморіальну дошку на честь 50-річчя жовтневого перевороту[347].
- 2 липня, м. Одеса. На фасаді і всередині залізничного вокзалу серпи і молоти замінені на тризуби та герби м. Одеси[348].
- 2 липня, с. Луг, Закарпатська область. Демонтовано серп, молот і зірки[349].
- 3 липня, м. Роздільна, Одеська область. Демонтовано макет радянського ордену з серпом і молотом[350].
- 3 липня, м. Роздільна, Одеська область. Демонтовано серп і молот на в'їзді до міста[351].
- 3 липня, м. Коростень, Житомирська область. Демонтовано серп, молот і зірку на автобусній зупинці[352].
- 3 липня, м. Дніпро. Демонтовано меморіальну дошку Юбкіну[353].
- 3 липня, смт Солотвино, Закарпатська область. Демонтовано радянську зірку[354].
- 3 липня, м. Полтава. Демонтовано радянську меморіальну дошку на вулиці Великотирнівській[355].
- 4 липня, с. Підгірці, Львівська область. Демонтовано пам'ятник радянському солдату[356].
- 4 липня, с. Колодіївка, Івано-Франківська область. Демонтовано пам'ятник радянському солдату[357].
- 4 липня, с. Лугове, Львівська область. Демонтовано пам'ятник радянському солдату[358].
- 4 липня, с. Заболотці, Львівська область. Демонтовано пам'ятник радянському солдату[359].
- 4 липня, с. Побережжя, Івано-Франківська область. Демонтовано пам'ятник радянському солдату[360].
- 4 липня, с. Надиби, Львівська область. Демонтовано пам'ятник радянському солдату[361].
- 4 липня, с. Стремільче, Львівська область. Демонтовано пам'ятник радянським солдатам[362].
- 4 липня, с. Озерна, Тернопільська область. Демонтовано радянський барельєф[363].
- 4 липня, с. Перв'ятичі, Львівська область. Демонтовано пам'ятник радянському солдату[364].
- 5 липня, м. Ужгород, Закарпатська область. Демонтовано зображення Чайковського[365].
- 7 липня, м. Тячів, Закарпатська область. Демонтовано радянську меморіальну дошку[366].
- 9 липня, м. Дніпро. Демонтовано радянську зірку на вулиці Робочій[367].
- 10 липня, м. Слов'янськ, Донецька область. Демонтовано серп і молот у фонтані[368].
- 10 липня, м. Харків. Демонтовано два макети радянських орденів біля станції метро «23 серпня»[369].
- 11 липня, смт Немирів, Львівська область. Демонтовано пам'ятник радянським солдатам[370].
- 11 липня, м. Ірпінь, Київська область. Демонтовано пам'ятник радянському солдату[371].
- 11 липня, м. Харків. Демонтовано плити з прізвищами Сталіна, Ватутіна і Конєва[372].
- 11 липня, с. Середнє Водяне, Закарпатська область. Демонтовано радянську символіку на меморіалі Другої світової війни[373].
- 11 липня, с. Тернувате, Миколаївська область. Демонтовано макет радянського ордена з серпом і молотом[374].
- 11 липня, м. Полтава. Демонтовано меморіальну дошку радянському генералу Нездолію[375].
- 12 липня, с. Дрогомишль, Львівська область. Демонтовано пам'ятник радянському солдату [376].
- 13 липня, м. Яворів, Львівська область. Демонтовано пам'ятник радянському солдату[377].
- 13 липня, с. Подорожнє, Львівська область. Демонтовано пам'ятник радянському солдату[378].
- 13 липня, м. Золочів, Львівська область. Демонтовано пам'ятник радянським солдатам[379].
- 13 липня, с. Чикош-Горонда, Закарпатська область. Демонтовано меморіальну дошку радянським партизанам[380].
- 13 липня, с. Бучая, Хмельницька область. Демонтовано погруддя Калініну[381].
- 14 липня, с. Нагачів, Львівська область. Демонтовано пам'ятник радянському солдату[382].
- 14 липня, с. Грушів, Львівська область. Демонтовано пам'ятник радянським артилеристам[383].
- 14 липня, с. Никловичі, Львівська область. Демонтовано пам'ятник радянському солдату[384].
- 14 липня, м. Самбір, Львівська область. Демонтовано пам'ятник «родина-мать»[385].
- 14 липня, с. Ушковичі, Львівська область. Демонтовано пам'ятник радянському солдату[386].
- 14 липня, м. Харків. Демонтовано напис «Киевская» на станції метро «Київська»[387].
- 14 липня, с. Кимир, Львівська область. Демонтовано пам'ятник радянському солдату[388].
- 15 липня, м. Винники, Львівська область. Демонтовано пам'ятник радянському солдату[389].
- 15 липня, с. Червоне, Львівська область. Демонтовано пам'ятник радянському солдату[390].
- 15 липня, м. Київ. Демонтовано написи «Дружби народів» на станції метро «Звіринецька»[391].
- 16 липня, м. Кременчук, Полтавська область. Демонтовано напис «Суворов» з фасаду будинку[392].
- 17 липня, с. Степківка, Миколаївська область. Демонтовано макет радянського ордена з серпом і молотом і написом «41»[393].
- 18 липня, с. Липівці, Львівська область. Демонтовано пам'ятник радянському солдату[394].
- 18 липня, с. Буянів, Львівська область. Демонтовано пам'ятник радянському солдату[395].
- 18 липня, смт Поморяни, Львівська область. Демонтовано пам'ятник радянському солдату[396].
- 18 липня, с. Велика Олександрівка, Київська область. Демонтовано напис «НКВД» на пам'ятнику загиблим у Другій світовій війні[397].
- 18 липня, с. Лопушанка, Львівська область. Демонтовано пам'ятник радянському солдату[398].
- 18 липня, с. Старий Добротвір, Львівська область. Демонтовано пам'ятник радянському солдату[399].
- 18 липня, с. Підгайчики, Львівська область. Демонтовано радянський монумент[400].
- 18 липня, с. Заводське, Львівська область. Демонтовано пам'ятник радянському солдату[401].
- 19 липня, м. Глиняни, Львівська область. Демонтовано другий пам'ятник радянському солдату[402].
- 19 липня, смт Великий Любінь, Львівська область. Демонтовано два пам'ятники радянському солдату[403][404].
- 19 липня, с. Михайлевичі, Львівська область. Демонтовано радянський монумент[405].
- 19 липня, с. Кутище, Львівська область. Демонтовано другий пам'ятник радянському солдату[406].
- 19 липня, с. Паликорови, Львівська область. Демонтовано другий пам'ятник радянському солдату[407].
- 20 липня, с. Солонське, Львівська область. Демонтовано радянський монумент[408].
- 20 липня, с. Фусів, Львівська область. Демонтовано пам'ятник радянському солдату[409].
- 20 липня, с. Криниця, Львівська область. Демонтовано пам'ятник радянському солдату[410].
- 21 липня, с. Семигинів, Львівська область. Демонтовано пам'ятник радянському солдату[411].
- 21 липня, с. Рудники, Львівська область. Демонтовано плиту із зображенням радянських солдатів[412].
- 21 липня, с. Язлівчик, Львівська область. Демонтовано пам'ятник радянському солдату[413].
- 21 липня, м. Броди, Львівська область. Демонтовано пам'ятник радянському солдату[414].
- 21 липня, с. Пониковиця, Львівська область. Демонтовано плиту із зображенням радянських солдатів[415].
- 21 липня, с. Боратин, Львівська область. Демонтовано стелу з радянськими написами[416].
- 21 липня, с. Суховоля, Львівська область. Демонтовано пам'ятник радянському солдату[417].
- 21 липня, с. Скелівка, Львівська область. Демонтовано пам'ятник радянському солдату[418].
- 21 липня, смт Підкамінь, Львівська область. Демонтовано пам'ятник радянському солдату[419].
- 21 липня, с. Орихівчик, Львівська область. Демонтовано пам'ятник радянському солдату[420].
- 23 липня, м. Кам'янець-Подільський, Хмельницька область. Демонтовано радянську меморіальну дошку[421].
- 24 липня, м. Харків. Демонтовано серп і молот на вулиці Георгія Тарасенка[422].
- 25 липня, с. Погірці, Львівська область. Демонтовано пам'ятник радянському солдату[423].
- 25 липня, с. Сусолів, Львівська область. Демонтовано пам'ятник радянському солдату[424].
- 26 липня, с. Млинок, Рівненська область. Демонтовано зображення радянських солдатів та зірку[425].
- 26 липня, м. Сокаль, Львівська область. Демонтовано пам'ятник радянському солдату[426].
- 26 липня, смт Гірник, Львівська область. Демонтовано пам'ятник радянському солдату[427].
- 26 липня, с. Боянець, Львівська область. Демонтовано пам'ятник радянським солдатам[428].
- 26 липня, с. Товста, Черкаська область. Демонтовано макет радянського ордену із зображенням кремля[429].
- 26 липня, м. Ізюм, Харківська область. Демонтовано пам'ятник на честь винищувального батальйону[430].
- 26 липня, м. Харків. Демонтовано радянський меморіал на проспекті Науки, 75[431].
- 26 липня, с. Розсошенці, Полтавська область. Зафарбовано серп і молот на будівлі[432].
- 27 липня, м. Кам'янське, Дніпропетровська область. Демонтовано погруддя Брежнєву[433].
- 27 липня, смт Брюховичі, Львівська область. Демонтовано пам'ятник радянському солдату[434].
- 27 липня, м. Запоріжжя. Демонтовано меморіальну дошку Чуйкову[435].
- 27 липня, м. Полтава. Демонтовано пам'ятник Пушкіну[436].
- 27 липня, м. Полтава. Демонтовано пам'ятник Ватутіну[437].
- 28 липня, м. Харків. Демонтовано пам'ятник Орлятко у парку Юність[438].
- 28 липня, м. Гостомель, Київська область. Демонтовано пам'ятник Чкалову[439].
- 28 липня, м. Херсон. Демонтовано барельєф Потьомкіну зі школи 51[440].
- 29 липня, м. Харків. Демонтовано пам'ятний знак Артему у парку Машинобудівників[441].
- 29 липня, смт Куликів, Львівська область. Демонтовано пам'ятник радянському солдату[442].
- 30 липня, м. Київ. Демонтовано (частково) герб СРСР з монумента «Батьківщина-мати»[443][444].
- 31 липня, с. Лецовиця, Закарпатська область. Декомунізовано радянський меморіал[445].
- 31 липня, с. Вільшаник, Львівська область. Демонтовано пам'ятник «Батьківщина-мати»[446].
- 31 липня, м. Полтава. Демонтовано радянський герб[447].

### Серпень
- 1 серпня, м. Київ. Завершено повний демонтаж герба СРСР з монумента «Батьківщина-мати»[448].
- 1 серпня. смт Буки, Черкаська область. Демонтовано серп і молот з фасаду Будинку культури[449].
- 1 серпня, м. Чернівці. Демонтовано напис про «русского літуна» в аеропорту[450].
- 2 серпня, с. Чернилява, Львівська область. Демонтовано пам'ятник радянському солдату[451].
- 3 серпня, м. Кропивницький. Демонтовано пам'ятник на честь 40-річчя перемоги радянського народу[452].
- 3 серпня, с. Угри, Львівська область. Демонтовано пам'ятник радянському солдату[453].
- 3 серпня, с. Долиняни, Львівська область. Демонтовано пам'ятник радянському солдату[454].
- 3 серпня, смт Ворохта, Івано-Франківська область. Демонтовано пам'ятник «родіна-мать»[455].
- 3 серпня, с. Острівчик-Пильний, Львівська область. Демонтовано мозаїку з піонерами на автобусній зупинці[456].
- 3 серпня, м. Лубни, Полтавська область. Демонтовано радянську зірку зі стенда[457].
- 3 серпня, с. Маївка, Дніпропетровська область. Демонтовано макет радянського ордена з серпом і молотом[458].
- 4 серпня, с. Борщовичі, Львівська область. Демонтовано пам'ятник радянському солдату[459].
- 4 серпня, с. Великі Підліски, Львівська область. Демонтовано напис про буржуазних націоналістів на кладовищі[460].
- 4 серпня, смт Аули, Дніпропетровська область. Демонтовано меморіальну дошку братським радянським народам[461].
- 4 серпня, м. Полтава. Демонтовано пам'ятник генералу Олексію Зигіну[462].
- 4 серпня, с. Новоселище, Львівська область. Демонтовано пам'ятник радянському солдату[463].
- 5 серпня, с. Плугів, Львівська область. Демонтовано радянський монумент[464].
- 7 серпня, с. Трушевичі, Львівська область. Демонтовано пам'ятник радянському солдату[465].
- 7 серпня, м. Харків. Демонтовано мапу РФ[466].
- 7 серпня, с. Краківець, Львівська область. Демонтовано пам'ятник радянському солдату[467].
- 8 серпня, с. Нове Мажарове, Харківська область. Демонтовано зображення Леніна[468].
- 9 серпня, смт Олесько, Львівська область. Демонтовано пам'ятник «родіна-мать»[469].
- 10 серпня, с. Балучин, Львівська область. Демонтовано пам'ятник радянському солдату[470].
- 10 серпня, м. Мерефа, Харківська область. Зафарбовано серп і молот у центрі міста[471].
- 10 серпня, с. Мала Рогань, Харківська область. Демонтовано радянський герб[472].
- 10 серпня, с. Спас, Львівська область. Демонтовано пам'ятник радянському солдату[473].
- 10 серпня, м. Харків. Демонтовано дошку на пам'ятнику інтернаціоналістам[474].
- 10 серпня, с. Домашів, Львівська область. Демонтовано пам'ятник радянському солдату[475].
- 10 серпня, с. Низи, Львівська область. Демонтовано радянський меморіал[476].
- 11 серпня, м. Харків. Демонтовано радянську меморіальну дошку на вулиці Скрипника[477].
- 13 серпня, м. Луцьк. Демонтовано радянські написи на меморіалі[478].
- 14 серпня, м. Харків. Демонтовано напис імені Гагаріна на будівлі планетарію[479].
- 15 серпня, м. Турка, Львівська область. Демонтовано радянський меморіал[480].
- 15 серпня, с. Волоща, Львівська область. Демонтовано радянський пам'ятник[481].
- 15 серпня, с. Грушів, Львівська область. Демонтовано радянський пам'ятник[482].
- 16 серпня, с. Міженець, Львівська область. Демонтовано пам'ятник радянському солдату[483].
- 16 серпня, с. Грушатичі, Львівська область. Демонтовано пам'ятник радянському солдату[484].
- 16 серпня, с. Плоске, Одеська область. Демонтовано серп і молот[485].
- 17 серпня, м. Лубни, Полтавська область. Демонтовано пам'ятник Пушкіну[486].
- 17 серпня, м. Дніпро. З фасаду будівлі демонтовано напис «червоногвардієць»[487].
- 17 серпня, м. Краматорськ, Донецька область. Демонтовано напис «Арбат»[488].
- 17 серпня, с. Межиріччя, Львівська область. Демонтовано пам'ятник радянському солдату[489].
- 17 серпня, м. Червоноград, Львівська область. Демонтовано стелу червоноармійцям[490].
- 19 серпня, м. Харків. Зафарбовано мурал з Єсеніним[491].
- 20 серпня, м. Полтава. Демонтовано меморіальну дошку Балакіну[492].
- 20 серпня, с. Михнівці, Полтавська область. Демонтовано погруддя Мічуріну[493].
- 20 серпня, м. Соснівка, Львівська область. Демонтовано пам'ятник радянському солдату[494].
- 20 серпня, м. Дрогобич, Львівська область. Повалено погруддя герою радянського союзу Григорію Геврику[495].
- 22 серпня, с. Скоморохи, Львівська область. Демонтовано пам'ятник радянському солдату[496].
- 23 серпня, с. Підпечери, Івано-Франківська область. Демонтовано пам'ятник радянському солдату[497].
- 23 серпня, м. Київ. Демонтовано напис «Льва Толстого» на станції метро[498].
- 23 серпня, м. Чернівці. Декомунізовано постамент від танка[499].
- 23 серпня, с. Озерна, Тернопільська область. Демонтовано пам'ятник радянському солдату[500].
- 25 серпня, с. Павлів, Львівська область. Демонтовано пам'ятник радянському солдату[501].
- 25 серпня, с. Оглядів, Львівська область. Демонтовано пам'ятник радянському солдату[502].
- 25 серпня, м. Кременчук, Полтавська область. Демонтовано радянську символіку на мозаїці[503].
- 25 серпня, м. Миколаїв, Львівська область. Демонтовано фігури комсомольця і комсомолки[504].
- 25 серпня, м. Слов'янськ, Донецька область. Демонтовано російськомовну дошку на пам'ятнику чорнобильцям[505].
- 25 серпня, с. Старе Село, Львівська область. Демонтовано пам'ятник радянському солдату[506].
- 25 серпня, с. Забір'я, Львівська область. Демонтовано пам'ятник радянському солдату[507].
- 25 серпня, с. Гійче, Львівська область. Демонтовано радянський монумент[508].
- 25 серпня, с. Річки, Львівська область. Демонтовано пам'ятник радянським солдатам[509].
- 26 серпня, м. Харків. Серп і молот відпав з фасаду будівлі по вулиці Алчевських[510].
- 29 серпня, м. Полтава. Демонтовано меморіальну дошку герою радянського союзу Мироненку[511].
- 29 серпня, м. Вознесенськ, Миколаївська область. Демонтовано герб СРСР на пам'ятнику прикордонникам[512].
- 31 серпня, м. Чернівці. Демонтовано радянські пам'ятники над неіснуючими похованнями в парку Шевченка[513].
- 31 серпня, м. Сколе, Львівська область. Проведено ексгумацію радянського меморіалу в центрі міста[514].
- 31 серпня, м. Київ. Демонтовано зображення Миколи II з воріт Покровського монастиря УПЦ МП[515].

### Вересень
- 1 вересня, м. Глухів, Сумська область. З фасаду міської ради демонтовано дошку райкому КПБУ[516].
- 3 вересня, с. Артасів, Львівська область. Демонтовано пам'ятник радянському солдату[517].
- 4 вересня, смт Розділ, Львівська область. Демонтовано пам'ятник радянському солдату[518].
- 5 вересня, с. Суха, Закарпатська область. Демонтовано зображення радянського солдата[519].
- 5 вересня, м. Белз, Львівська область. Демонтовано пам'ятник радянському солдату[520].
- 5 вересня, с. Монастирець, Львівська область. Демонтовано пам'ятник радянському солдату[521].
- 6 вересня, смт Магерів, Львівська область. Демонтовано пам'ятник радянському льотчику[522].
- 6 вересня, с. Добросин, Львівська область. Демонтовано пам'ятник радянському солдату[523].
- 6 вересня, с. Коропуж, Львівська область. Демонтовано радянський монумент[524].
- 6 вересня, смт Великий Любінь, Львівська область. Демонтовано радянський монумент[525].
- 6 вересня, м. Харків. Демонтовано радянську символіку на станції метро Київська[526].
- 6 вересня, м. Тростянець, Сумська область. Демонтовано радянську дошку пошани[527].
- 7 вересня, м. Рахів, Закарпатська область. Демонтовано меморіальну дошку на честь 50-річчя срср[528].
- 8 вересня, с. Кольчино, Закарпатська область. Демонтовано написи «41» та «Вечная слава»[529].
- 8 вересня, с. Судилків, Хмельницька область. Зафарбовано серпи і молоти на зупинці транспорту[530].
- 8 вересня, м. Дніпро. Демонтовано вивіску з написом «Арбат»[531].
- 8 вересня, м. Сновськ, Чернігівська область. Демонтовано вивіску зі старою назвою міста[532].
- 8 вересня, м. Дубно, Рівненська область. Проведено перепоховання радянських солдатів з центра міста[533].
- 8 вересня, с. Увин, Львівська область. Демонтовано радянський монумент[534].
- 11 вересня, с. Іванівка, Житомирська область. Демонтовано радянський пам'ятник з серпом і молотом[535].
- 11 вересня, с. Веселівка, Житомирська область. Демонтовано радянський пам'ятник[536].
- 11 вересня, м. Черкаси. Демонтовано пам'ятник чекістам[537].
- 11 вересня, с. Сілець, Львівська область. Демонтовано пам'ятник радянському солдату[538].
- 12 вересня, с. Єлиховичі, Львівська область. Демонтовано пам'ятник радянському солдату[539].
- 12 вересня, с. Яснище, Львівська область. Демонтовано пам'ятник радянському солдату[540].
- 12 вересня, с. Нем'яч, Львівська область. Демонтовано пам'ятник радянському солдату[541].
- 13 вересня, с. Верин, Львівська область. Демонтовано радянський пам'ятник «родіна-мать»[542].
- 13 вересня, с. Ясенів, Львівська область. Демонтовано радянський пам'ятник[543].
- 14 вересня, м. Самбір, Львівська область. Демонтовано зірки, серпи і молоти на місцевому кладовищі[544].
- 14 вересня, м. Київ. На вулиці Грушевського демонтовано меморіальну дошку Пушкіну[545].
- 15 вересня, м. Гадяч, Полтавська область. Зафарбовано напис на честь 70-річчя жовтня[546].
- 15 вересня, м. Київ. Демонтовано елементи з радянського обеліска на честь міста-героя Києва на Галицькій площі[547].
- 18 вересня, с. Крукеничі, Львівська область. Демонтовано пам'ятник радянським солдатам[548]
- 19 вересня, с. Залужжя, Закарпатська область. Демонтовано радянський пам'ятник[549].
- 19 вересня, с. Баківці, Львівська область. Зафарбовано напис «1941»[550].
- 19 вересня, с. Мишлятичі, Львівська область. Демонтовано радянський пам'ятник[551].
- 21 вересня, м. Слов'янськ, Донецька область. Демонтовано меморіальну дошку радянському генералу Лозановичу[552].
- 21 вересня, с. Хоробрів, Львівська область. Демонтовано пам'ятник «родіна-мать»[553].
- 21 вересня, м. Дніпро. Демонтовано барельєф радянським залізничникам на вулиці Філософській[554].
- 25 вересня, с. Сновичі, Львівська область. Демонтовано пам'ятник радянським солдатам[555].
- 26 вересня, с. Рогізно, Львівська область. Демонтовано пам'ятник радянському солдату[556].
- 26 вересня, с. Торчиновичі, Львівська область. Демонтовано пам'ятник «родіна-мать»[557].
- 27 вересня, с. Смолин, Львівська область. Демонтовано радянський монумент[558].
- 27 вересня, м. Харків. Демонтовано два серпи та молоти з фігур на фасаді залізничного вокзалу Харків-Пасажирський[559].
- 27 вересня, м. Харків. З фасаду залізничного вокзалу Харків-Пасажирський демонтовано російськомовну меморіальну дошку «300 лет Харькову»[560].
- 27 вересня, с. Вербляни, Львівська область. Демонтовано пам'ятник радянському солдату[561].
- 27 вересня, м. Буськ, Львівська область. Демонтовано радянські написи на міському кладовищі[562].
- 28 вересня, с. Кореличі, Львівська область. Демонтовано зображення радянських солдатів[563].
- 28 вересня, м. Славута, Хмельницька область. Демонтовано макети радянських орденів і напис «41»[564].
- 28 вересня, м. Лубни, Полтавська область. Демонтовано меморіальну дошку комуністу Ляскіну[565].
- 28 вересня, м. Турка, Львівська область. Демонтовано пам'ятник радянському солдату[566].
- 28 вересня, г. Маґура-Лімнянська, Львівська область. Демонтовано пам'ятник радянському солдату[567].
- 28 вересня, с. Чижиків, Львівська область. Демонтовано пам'ятник радянському солдату[568].
- 28 вересня, м. Житомир. Демонтовано зображення Гагаріна[569].
- 30 вересня, м. Кривий Ріг, Дніпропетровська область. Демонтовано меморіальну дошку герою радянського союзу Павлу Костенку[570].
- 30 вересня, м. Світловодськ, Кіровоградська область. Демонтовано радянські зірки[571].

### Жовтень
- 1 жовтня, м. Апостолове, Дніпропетровська область. З фасаду будівлі демонтовано серп і молот[572].
- 1 жовтня, м. Хмельницький. Демонтовано пам'ятник радянському солдату та проведено перепоховання[573].
- 3 жовтня, м. Харків. Демонтовано російськомовну меморіальну дошку[574].
- 4 жовтня, м. Коростень, Житомирська область. Демонтовано серп і молот з пам'ятника богунцям і таращанцям[575].
- 4 жовтня, м. Коростень, Житомирська область. Демонтовано пам'ятник екіпажу бронепоїзда «Комуніст»[576].
- 4 жовтня, м. Коростень, Житомирська область. Демонтовано пам'ятник енкаведистам загиблим у 1941 році[577].
- 5 жовтня, м. Маньківка, Черкаська область. Демонтовано погруддя Бугаєву[578].
- 5 жовтня, м. Горішні Плавні, Полтавська область. Демонтовано напис про 60-річчя жовтня[579].
- 5 жовтня, м. Лубни, Полтавська область. Демонтовано макет радянського ордена з серпом і молотом[580].
- 5 жовтня, м. Київ. Демонтовано пам'ятник Миколі Островському[581].
- 6 жовтня, м. Слов'янськ, Донецька область. Українізовано напис «Слов'янський курорт»[582].
- 6 жовтня, м. Полтава. Демонтовано напис «Чапаївський» з фасаду будівлі[583].
- 9 жовтня, м. Харків. Зафарбовано мурал з Жуковим[584].
- 10 жовтня, м. Луцьк. Демонтовано серпи і молоти в університеті[585].
- 12 жовтня, с. Миколаїв, Львівська область. Демонтовано радянський пам'ятник[586].
- 12 жовтня, с. Миколаїв, Львівська область. Демонтовано пам'ятник радянському солдату[587].
- 12 жовтня, с. Новомиколаївка, Запорізька область. Демонтовано серп і молот на в'їзному знаку[588].
- 12 жовтня, м. Нововолинськ. Демонтовано радянську картину на автовокзалі[589].
- 13 жовтня, с. Правдине, Херсонська область. Демонтовано макет радянського ордена з серпом і молотом[590].
- 14 жовтня, м. Слов'янськ, Донецька область. Демонтовано меморіальну дошку Пасову[591].
- 17 жовтня, с. Луки, Львівська область. Демонтовано пам'ятник радянському солдату[592].
- 18 жовтня, смт Шишаки, Полтавська область. Демонтовано пам'ятник «Борцям за радянську владу»[593][594].
- 18 жовтня, м. Київ. Демонтовано макет радянського ордена з серпом і молотом біля школи № 35[595].
- 19 жовтня, м. Коростень, Житомирська область. Демонтовано серп і молот на вулиці Романа Шухевича[596].
- 20 жовтня, м. Харків. Зафарбовано два мурали із зображенням Пушкіна[597].
- 20 жовтня, м. Лубни, Полтавська область. Демонтовано серпи і молоти з фасаду суду[598].
- 20 жовтня, смт Підбуж, Львівська область. Демонтовано пам'ятник радянському солдату[599].
- 21 жовтня, м. Дніпро. З фасаду Дніпровської академії музики демонтовано барельєф із зображенням Глінки[600].
- 23 жовтня, м. Трускавець, Львівська область. Демонтовано радянський меморіал[601].
- 25 жовтня, с. Ситихів, Львівська область. Демонтовано барельєф із радянськими солдатами[602].
- 26 жовтня, м. Київ. Демонтовано погруддя Кирпоносу на Нивках[603].
- 26 жовтня, м. Буськ, Львівська область. Демонтовано радянську символіку на кладовищі[604].
- 26 жовтня, м. Горішні Плавні, Полтавська область. Демонтовано стелу з написом «Комсомольськ»[605].
- 27 жовтня, м. Київ. Демонтовано анотаційну дошку Степану Шутову[606].
- 27 жовтня, м. Київ. Демонтовано меморіальну дошку Білодіду[607].
- 27 жовтня, м. Київ. Демонтовано погруддя Пушкіну біля гімназії № 153[608].
- 27 жовтня, м. Одеса. На фасаді будинку мерії демонтована табличка з написом російською мовою[609].
- 30 жовтня, м. Львів. Демонтовано радянські плити на Марсовому полі[610].
- 30 жовтня, м. Вінниця. Демонтовано меморіальну дошку Черняховському[611].
- 31 жовтня, м. Запоріжжя. Демонтовано постамент від пам'ятника Пушкіну[612].
- 31 жовтня, м. Ужгород, Закарпатська область. Демонтовано радянську символіку на Пагорбі Слави[613].

### Листопад
- 1 листопада, м. Горішні Плавні, Полтавська область. Зафарбовано написи «КПСС» і «ВЛКСМ»[614].
- 1 листопада, с. Стриганці, Івано-Франківська область. Демонтовано пам'ятник радянським солдатам[615].
- 1 листопада, м. Свалява, Закарпатська область. Розпочато процес перепоховання радянських солдатів з центра міста на кладовище[616].
- 1 листопада, м. Полтава. Демонтовано меморіальну дошку радянському льотчику Леваневському[617].
- 2 листопада, м. Верхівцеве, Дніпропетровська область. Демонтовано пам'ятник матросу Желєзняку[618].
- 3 листопада, с. Яхники, Полтавська область. Усунуто з публічного простору меморіальну дошку Данилу Шингирію[619].
- 3 листопада, м. Київ. Демонтували пам'ятник на честь «комсомольської алеї героїв» біля станції метро Чернігівська[620].
- 3 листопада, м. Вознесенськ, Миколаївська область. Демонтовано меморіальну дошку на честь 50-річчя радянської влади[621].
- 3 листопада, с. Нижній Студений, Закарпатська область. Демонтовано пам'ятник радянському солдату[622].
- 4 листопада, м. Київ. Демонтовано зірку з обеліску на Галицькій площі[623][624].
- 6 листопада, м. Житомир. Демонтовано серп і молот на вулиці Покровській[625].
- 6 листопада, с. Майдан, Івано-Франківська область. Демонтовано пам'ятник радянському солдату[626].
- 6 листопада, с. Боб'ятин, Львівська область. Демонтовано пам'ятник радянському солдату[627].
- 7 листопада, селище Журавно, Львівська область. Демонтовано напис «1941»[628].
- 7 листопада, с. Середній Березів, Івано-Франківська область. Демонтовано пам'ятник радянському льотчику[629].
- 8 листопада, м. Львів. Демонтовано скульптурну композицію «Космонавтика» на честь космонавта колишнього СРСР Валентини Терешкової[630].
- 8 листопада, м. Бровари, Київська область. Демонтовано з фасаду будівлі пошти медальйони із зображеннями російських міст[631].
- 8 листопада, с. Волиця, Сокальський район, Львівська область. Демонтовано пам'ятник радянським солдатам[632].
- 9 листопада, с. Бронники, Рівненська область. Демонтовано макет радянського ордена з серпом і молотом[633].
- 9 листопада, м. Бровари, Київська область. Демонтовано радянські зірки на вході до парку Перемоги[634].
- 9 листопада, м. Зміїв, Харківська область. Демонтовано радянську зірку на в'їзному знаку[635].
- 9 листопада, м. Львів. Демонтовано 3 пам'ятники радянським солдатам на Пагорбі Слави[636].
- 9 листопада, с. Мирне, Рівненська область. Демонтовано макет радянського ордена із серпом і молотом[637].
- 10 листопада, с. Свитазів, Львівська область. Демонтовано радянський монумент[638].
- 10 листопада, с. Скоморохи, Львівська область. Демонтовано пам'ятник радянському солдату[639].
- 11 листопада, с. Вільхуватка, Харківська область. Демонтовано російськомовний в'їзний знак[640].
- 11 листопада, с. Поториця, Львівська область. Демонтовано пам'ятник «родіна-мать»[641].
- 13 листопада, м. Сколе, Львівська область. Демонтовано пам'ятник «родіна-мать»[642].
- 13 листопада, м. Львів. Демонтовано серпи і молоти всередині будівлі театру імені Лесі Українки[643].
- 14 листопада, с. Текуча, Івано-Франківська область. Демонтовано пам'ятник радянському солдату[644].
- 15 листопада, м. Київ. Демонтовано пам'ятник Пушкіну на Шулявці[645].
- 15 листопада, м. Київ. Закрито радянські барельєфи на станції метро Вокзальна[646].
- 15 листопада, м. Бровари, Київська область. Демонтовано напис Слуцьк, яке раніше мало «побратимський» статус[647].
- 15 листопада, м. Сколе, Львівська область. Демонтовано пам'ятник радянським колгоспникам[648].
- 15 листопада, селище Підкамінь, Львівська область. Демонтовано пам'ятник радянському солдату[649].
- 15 листопада, с. Терновиця, Львівська область. Демонтовано пам'ятник радянському солдату. [650].
- 16 листопада, с. Нове Місто, Львівська область. Демонтовано останній радянський пам'ятник у Самбірському районі[651].
- 16 листопада, м. Львів. Демонтовано радянський барельєф на вулиці Саксаганського[652].
- 16 листопада, с. Дітківці, Львівська область. Демонтовано радянську меморіальну дошку[653].
- 16 листопада, с. Нове Місто, Львівська область. Демонтовано радянський монумент[654].
- 16 листопада, м. Львів. Демонтовано інформаційну радянську таблицю з фасаду будинку на вул. Каліча Гора, 6[655].
- 16 листопада, м. Львів. Демонтовано радянський пам’ятний знак, встановлений на фасаді будинку на просп. Т. Шевченка, 36[655].
- 18 листопада, м. Львів. Демонтовано радянську мозаїчну композицію, яка зображувала спорт і армію на стадіоні СКА[656].
- 18 листопада, м. Одеса. Демонтовано п’єдестал з червоною зіркою біля Одеського ліцею (колишня школа № 56), де стояла 85 мм зенітна гармата[657].
- 19 листопада, с. Пійло, Івано-Франківська область. Демонтовано пам'ятник радянському солдату[658].
- 22 листопада, м. Мерефа, Харківська область. Демонтовано радянську меморіальну дошку Терентьєву[659].
- 23 листопада, с. Білки, Закарпатська область. Демонтовано зображення радянського солдата[660].
- 24 листопада, м. Суми. Демонтовано меморіальну дошку Терезову[661].
- 24 листопада, с. Уторопи, Івано-Франківська область. Демонтовано пам'ятник радянському солдату[662].
- 24 листопада, м. Тернопіль. Демонтовано радянський барельєф з фасаду школи № 11[663].
- 24 листопада, с. Лучиці, Львівська область. Демонтовано пам'ятник радянському солдату[664].
- 24 листопада, с. Тартаків, Львівська область. Демонтовано радянський монумент[665].
- 25 листопада, с. Великі Дідушичі, Львівська область. Демонтовано радянський монумент[666].
- 26 листопада, м. Львів. З фасаду Ратуші демонтовано меморіальну дошку на честь першотравневих подій[667].
- 27 листопада, с. Петранка, Івано-Франківська область. Демонтовано радянський монумент[668].
- 28 листопада, с. Великі Кринки, Полтавська область. Негода зруйнувала пам'ятник Ватутіну[669].
- 28 листопада, с. Дорогобуж, Рівненська область. Демонтовано макет радянського ордена з серпом і молотом[670].
- 30 листопада, с. Селець, Волинська область. Демонтовано серп і молот[671].

### Грудень
- 1 грудня, с. Орів, Львівська область. Демонтовано пам'ятник радянському солдату[672].
- 1 грудня, с. Зимівки, Львівська область. Демонтовано радянський монумент[673].
- 4 грудня, м. Краматорськ, Донецька область. Демонтовано радянські меморіальні дошки з фасаду НКМЗ[674].
- 5 грудня, м. Путивль, Сумська область. Демонтовано напис з цитатою Леніна[675].
- 7 грудня, с. Лиман Перший, Полтавська область. Демонтовано зображення Леніна з фасаду Будинку культури[676].
- 8 грудня, м. Фастів, Київська область. Демонтовано серп і молот з фасаду будівлі[677].
- 8 грудня, с. Середня, Івано-Франківська область. Демонтовано пам'ятник радянському солдату[678].
- 8 грудня, с. Капитолівка, Харківська область. Демонтовано серп і молот[679].
- 8 грудня, с. Сазонівка, Полтавська область. Демонтовано серп і молот з фасаду Будинку культури[680].
- 9 грудня, м. Київ. Демонтовано пам'ятник більшовицькому воєначальнику Миколі Щорсу[681].
- 13 грудня, м. Харків. Демонтовано радянську меморіальну дошку на станції метро Архітектора Бекетова[682].
- 13 грудня, с. Писарівка Калинівської громади, Вінницька область. Демонтовано радянську зірку вгорі меморіалу[683].
- 15 грудня, с. Перерісль, Івано-Франківська область. Демонтовано пам'ятник радянському солдату[684].
- 16 грудня, м. Київ. На Дарниці демонтували пам’ятник екіпажу радянського бронепоїзда «Таращанець»[685].
- 17 грудня, с. Онок, Закарпатська область. Демонтовано пам'ятник із зображенням радянських солдатів[686].
- 20 грудня, с. Потелич, Львівська область. Демонтовано радянський пам'ятник[687].
- 20 грудня, с. Новошичі, Львівська область. Демонтовано радянський пам'ятник[688].
- 20 грудня, с. Войнилів, Івано-Франківська область. Демонтовано пам'ятник радянському солдату[689].
- 21 грудня, м. Івано-Франківськ. Демонтовано вічний вогонь у формі радянської зірки[690].
- 21 грудня, м. Івано-Франківськ. Демонтовано дошки з написами про героїв радянського союзу[691].
- 21 грудня, м. Івано-Франківськ. Демонтовано зображення радянського солдата на старому цвинтарі[692].
- 22 грудня, с. Воля-Висоцька, Львівська область. Демонтовано літак Нестерова[693].
- 22 грудня, с. Велика Сушиця, Львівська область. Демонтовано радянський пам'ятник[694].
- 22 грудня, м. Краматорськ, Донецька область. Закрито радянські ордени на стелі НКМЗ[695].
- 22 грудня, м. Полтава. Демонтовано дошки Зигіну і Кондратенку[696].
- 22 грудня, м. Полтава. Демонтовано дошку воїнам-інтернаціоналістам[697].
- 22 грудня, с. Смиків, Львівська область. Демонтовано пам'ятник радянському солдату[698].
- 22 грудня, селище Івано-Франкове, Львівська область. Демонтовано пам'ятник радянському солдату[699].
- 23 грудня, м. Київ. Демонтовано пам'ятник на братській могилі загиблих під час Січневого повстання (заколоту) в Маріїнському парку[700].
- 28 грудня, с. Копинівці, Закарпатська область. Замінено напис стосовно «великої вітчизняної війни» на «Другу світову війну» і «1941» на «1939»[701].
- 29 грудня, с. Зарічово, Закарпатська область. Демонтовано зображення радянського солдата[702].
- 29 грудня, с. Сімерки, Закарпатська область. Демонтовано зображення радянського солдата[702].
- 30 грудня, с. Сморжів, Львівська область. Демонтовано радянський монумент[703].
- 30 грудня, с. Нивиці, Львівська область. Демонтовано радянський монумент[703].
- 30 грудня, селище Лопатин, Львівська область. Демонтовано пам'ятник радянському солдату[703].
- 30 грудня, с. Куликів, Львівська область. Демонтовано пам'ятник радянському солдату[703].
- 31 грудня, с. Голубине, Закарпатська область. Демонтовано напис «1941» і макет радянського ордена із зображенням Кремля[704].

## Мапа
Шаблон:Main

## Цікаві факти
- Ще на початок 2021 року, всього в Україні, з приблизно 1600 (сума знесених + ті, що лишились) лишалось близько 300 пам'ятників Леніну, абсолютна більшість з яких була розташована на тимчасово окупованій Російською Федерацією території України[705].
- Станом на 15 листопада 2023 року, згідно повідомлення Міністерства культури та інформаційної політики України, на демонтаж в Україні чекає понад 2100 пам'яток місцевого значення радянського або російського часу[706].